# Muhammad II al-Faqih
Abū ʿAbd Allāh Muḥammad ibn Muḥammad, detto al-Faqīh (il Giurisperito), a causa delle sue conoscenze giuridico-religiose (in arabo أبو عبد الله محمد ﺑﻦ محمد‎?; 1235 circa – Granada, 8 aprile 1302), è stato il secondo sultano nasride del Sultanato di Granada.
Subentrato a suo padre, Muhammad I, era già esperto in affari di Stato quando salì al trono e continuò la politica del padre di mantenimento dell'indipendenza nei confronti dei più grandi vicini di Granada, il regno cristiano di Castiglia e il Marocco amministrato dalla dinastia dei Merinidi, così come una ribellione interna causata dai vecchi alleati della sua famiglia, i Banu Ashqilula.
Dopo essere salito al trono, negoziò un trattato con Alfonso X di Castiglia, ai sensi del quale la Castiglia accettò di non sostenere più i Banu Ashqilula in cambio del pagamento di un tributo. Tuttavia, malgrado avesse stretto l'accordo e incamerato il denaro, la Castiglia non cessò di sostenere i Banu Ashqilula, circostanza che spinse Muhammad a stringere i legami diplomatici con Abu Yusuf, sovrano dei Merinidi. I marocchini inviarono una spedizione terminata in maniera positiva per loro contro la Castiglia, ma i rapporti si inasprirono quando i Merinidi trattarono i Banu Ashqilula come pari di Muhammad. Nel 1279, attraverso manovre diplomatiche, Muhammad riconquistò Malaga, la città che più di ogni altra era sottoposta all'influenza dei Banu Ashqilula. Nel 1280, le sue manovre politiche dimostrarono una certa inefficacia, poiché Granada fu costretta ad affrontare simultaneamente gli attacchi della Castiglia, dei Merinidi e dei Banu Ashqilula. Aggredito dai suoi vicini più potenti, Muhammad non si perse d'animo e sfruttò la spaccatura tra Alfonso e suo figlio Sancho, oltre a ricevere aiuto dai cosiddetti Volontari della Fede, soldati reclutati dal Nord Africa. La minaccia si placò quando Alfonso morì nel 1284 e Abu Yusuf nel 1286; i loro successori (Sancho e Abu Yaqub, rispettivamente) erano preoccupati per le questioni interne. Nel 1288 i Banu Ashqilula emigrarono in Nord Africa su sollecito di Abu Yaqub, evento che permise a Muhammad di godere di maggiore tranquillità. Nel 1292, Granada aiutò la Castiglia a colpire Tarifa sottraendola ai Merinidi, concordando che la città sarebbe stata ceduta a Granada; tuttavia, Sancho rinnegò la propria promessa. Muhammad II passò quindi dalla parte dei Merinidi, ma la tentata riconquista di Tarifa, avvenuta nel 1294, fallì. Nel 1295, Sancho morì e gli successe Ferdinando IV, che ancora non aveva raggiunto la maggiore età. Granada ne approfittò conducendo una campagna di successo contro la Castiglia, conquistando Quesada e Alcaudete. Muhammad pianificò altresì un'offensiva congiunta con l'Aragona contro la Castiglia, ma morì nel 1302 prima che l'operazione avesse luogo.
Durante il suo quarto di secolo al potere, Muhammad consolidò quanto fondato da suo padre e attuò riforme amministrative e militari. Istituì un codice di reclutamento reale e una cancelleria di corte, supervisionò l'arruolamento dei Volontari della Fede (truppe reclutate dal Nord Africa) e accrebbe l'importanza della carica di visir in ambito politico. Ordinò inoltre la costruzione di una serie di fortezze in posizioni strategiche lungo i suoi confini, che costituirono la spina dorsale delle difese di confine di Granada nei secoli a venire. Ampliò poi il complesso del palazzo e della fortezza dell'Alhambra e incrementò i commerci del sultanato con l'Europa cristiana, in particolare con Genova e Pisa. Il suo epiteto "al-Faqih" rifletteva la sua elevata istruzione e la sua tendenza a circondarsi di studiosi e poeti.

## Biografia

### Primi anni
Muhammad nacque nel 633 AH (1235 o 1236 d.C.) ed era un discendente della dinastia dei Nasridi. Originario della città di Arjona, nella moderna Spagna, si spostò poi in Al-Andalus. Secondo lo storico e visir di Granada Ibn al-Khatib, vissuto nel XIV secolo, la famiglia discendeva da un importante compagno del profeta Maometto noto come Sa'd ibn 'Ubada della tribù dei Banū Khazraj. Sempre stando a Ibn al-Khatib, i discendenti di Sa'd emigrarono in Spagna e si stabilirono ad Arjona dandosi all'agricoltura. Muhammad aveva almeno due fratelli maggiori, Faraj (nato nel 1230 o 1231) e Yusuf, e due sorelle di nome Mu'mina e Shams. Nel 1232, suo padre Muhammad I stabilì l'indipendenza della città e in seguito fu in grado di creare un grande Stato indipendente nel sud della Spagna, il cui centro principale divenne Granada a seguito della perdita di Arjona nel 1244. Il Sultanato di Granada fu l'ultimo Stato musulmano a preservare la propria indipendenza nella penisola iberica. Nel 1257, dopo la morte di Faraj, Muhammad I dichiarò come suoi nuovi eredi i figli Muhammad e Yusuf. In virtù di questo ruolo, il futuro Muhammad II fu sovente coinvolto nelle questioni politiche che riguardavano il sultanato, comprese la guerra e la diplomazia. Rivestì poi la carica di visir per qualche tempo durante il regno di suo padre. Mentre il padre era ancora in vita, Yusuf morì senza avere figli e così suo fratello Muhammad divenne l'unico erede. Al momento della morte di suo padre nel 1273, Muhammad II aveva 38 anni e si era distinto per le sue doti politiche.

### Sultanato: 1273-1302

#### Quadro geopolitico sotto Muhammad I

Il Sultanato di Granada e le regioni circostanti. La posizione delle frontiere mutò nel tempo e la fartina potrebbe non corrispondere ai territori effettivamente occupati sotto il regno di Muhammad II

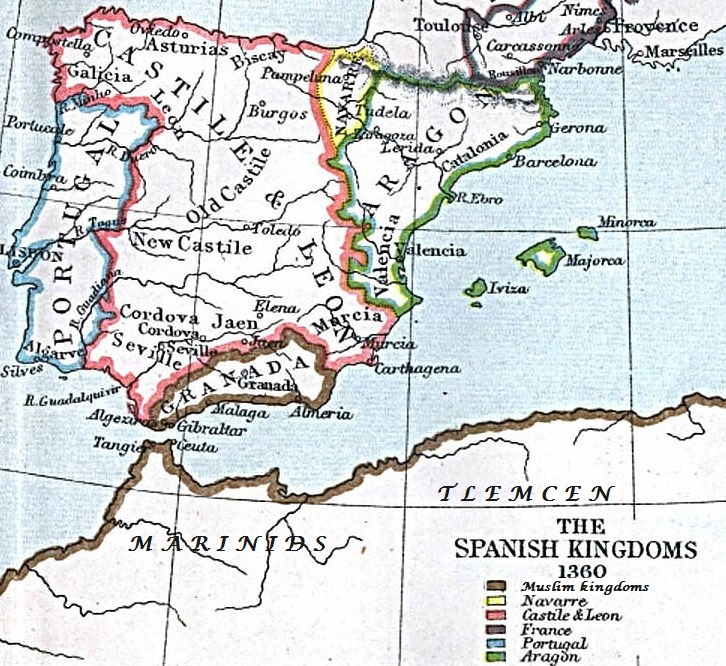
Granada ("confini marroni nell'Iberia meridionale") e i suoi vicini nel 1360 (i confini potrebbero differire leggermente da quelli effettivamente esistiti sotto Muhammad II)

Il Sultanato di Granada si trovava compreso tra due Stati vicini di dimensioni maggiori: il regno cristiano di Castiglia a nord e il Sultanato merinide, compreso perlopiù nell'odierno Marocco, a sud. La Castiglia aveva tutto l'interesse a preservare una condizione di debolezza di Granada, al fine di impedirle di condurre incursioni e costringerla a continuare a pagare un esodo tributo statuito da intese precedentemente stipulate. L'importo, in particolare, era pari all'enorme cifra di 300 000 maravedí, una somma pari a circa la metà delle entrate di Granada, ed essi rappresentavano un'importante fonte di denaro per l'erario della Castiglia, malgrado Granada talvolta pagò a intermittenza. I Merinidi, che si erano sostituiti in Marocco ai predecessori Almohadi e Almoravidi, ritenevano fosse un loro dovere assistere come possibile i musulmani presenti penisola iberica, così come consideravano necessaria la partecipazione alla jihad (guerra santa) per arrestare l'espansione cristiana condotta nell'ambito della cosiddetta Reconquista della penisola iberica. All'epoca di Muhammad II, l'obiettivo principale di Granada era quello di preservare la propria indipendenza e lo status quo, scongiurare il rischio di una potenziale alleanza tra i suoi principali avversari e continuare a detenere il controllo sulle città situate lungo la frontiera con la Castiglia e sui porti localizzati nei pressi dello stretto di Gibilterra, come ad esempio Algeciras, Tarifa e Gibilterra stessa. Le contese per il controllo di questi porti strategicamente importanti, che controllavano il passaggio da e verso il Nord Africa, si trascinarono fino alla metà del XIV secolo, nell'ambito di quella che gli storici moderni hanno definito la "battaglia dello stretto" (Battalla del Estrecho).
Oltre a queste due potenze straniere, Granada fu osteggiata anche dai Banu Ashqilula, un'altra nobile famiglia di Arjona che inizialmente aveva supportato i Nasridi e la cui forza militare aveva contribuito a stabilire e poi a stabilizzare il regno. I Banu Ashqilula si ribellarono contro Muhammad I sin dal 1266 e ricevettero assistenza dalla Castiglia, allora sotto il dominio di Alfonso X, che voleva tenere sotto controllo il potere di Granada. Alfonso inviò una forza sotto Nuño González de Lara allo scopo di aiutare i Banu Ashqilula, ma il nobile castigliano era contrario alle politiche di Alfonso; Nuño González si convinse infine a ribellarsi al suo re e fu accolto favorevolmente da Muhammad I.

#### Adesione e trattativa con Alfonso X
Il 22 gennaio 1273 Muhammad I cadde da cavallo e morì per le ferite riportate. Il giovane Muhammad salì al trono come Muhammad II e, poiché era l'erede designato, la transizione del potere si svolse senza intoppi. Uno dei primi provvedimenti che ordinò fu quello di occuparsi della ribellione dei Banu Ashqilula e dei ribelli castigliani che erano stati alleati di suo padre ed erano stati accolti nei territori di Granada. Con riferimento ai primi, all'inizio del regno di Muhammad II, i territori dei Banu Ashqilula includevano Malaga, la seconda città più grande del sultanato dopo Granada e un importante porto del Mediterraneo, e Guadix. Riguardo invece ai cristiani, i rapporti con i ribelli castigliani, guidati da Nuño González e funzionali a tenere sotto controllo sia la Castiglia che i Banu Ashqilula, si indebolirono poiché entrambe le controparti erano preoccupate di perdere il sostegno reciproco dopo la successione. Alfonso era inoltre interessato a riconciliarsi con alcuni ribelli.
Muhammad II entrò quindi in trattative con Alfonso, con la speranza di garantirsi il sostegno della Castiglia senza così doversi preoccupare di perdere il sostegno dei ribelli. Alla fine del 1273, lui e alcuni dei comandanti ribelli visitarono Alfonso alla sua corte a Siviglia, dove furono accolti con tutti gli onori. Alfonso accettò le richieste di Granada di porre fine al suo sostegno ai Banu Ashqilula, in cambio della promessa di Muhammad di divenire un vassallo di Alfonso, di pagare 300 000 maravedí ogni anno in tributo e di porre fine alla sua cooperazione con i ribelli. Tuttavia, una volta effettuato il pagamento, Alfonso rinnegò la sua parte dell'intesa, preservando il suo sostegno ai Banu Ashqilula ed esercitando pressione su Muhammad affinché concedesse loro una tregua.

#### Spedizioni merinidi contro la Castiglia

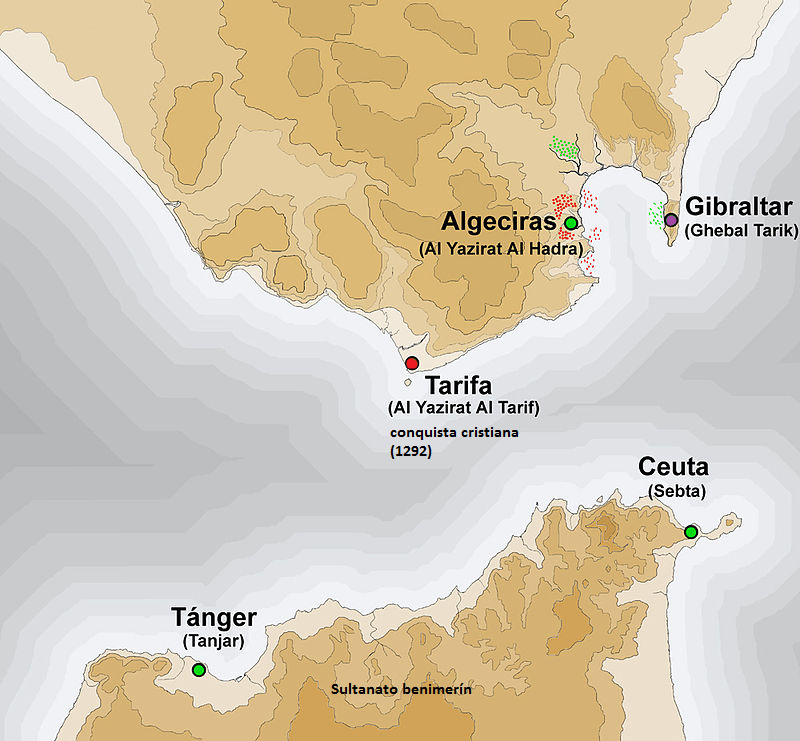
I porti principali sullo stretto di Gibilterra, che controllavano il passaggio tra il Nord Africa e la penisola iberica, nel 1292. I porti in rosso appartenevano alla Castiglia, quelli in viola a Granada e quelli in verde ai Merinidi

Frustrato da Alfonso, Muhammad domandò ausilio ai Merinidi, governati da Abu Yusuf Yaqub. Mentre Alfonso era in viaggio per incontrare papa Gregorio X e aveva lasciato il suo regno sotto il suo erede e il reggente Ferdinando de la Cerda, Muhammad inviò degli ambasciatori alla corte merinide. Abu Yusuf si era dimostrato propenso a combattere i cristiani in Spagna dal 1245 e a quel punto, avendo ottenuto il controllo della vecchia capitale almohade di Marrakech e unificò gran parte del Marocco, poteva avviare i preparativi per una campagna a nord. Nell'aprile del 1275, Abu Yusuf mobilitò un esercito che comprendeva 5 000 cavalieri sotto il comando di suo figlio, Abu Zayyan Mandil. Tre mesi più tardi Abu Zayyan attraversò lo stretto di Gibilterra, sbarcò a Tarifa e si impossessò della città. Ben presto il governatore di Algeciras si separò da Granada e consegnò la sua città ad Abu Zayyan. Il sultano merinide stabilì una testa di ponte tra Tarifa e Algeciras, iniziando a razziare il territorio castigliano fino a Jerez. Durante lo sbarco, Muhammad II attaccò i Banu Ashqilula a Malaga nel giugno 1275, ma fu respinto. Ferdinando de la Cerda marciò allo scopo di contrastare le forze musulmane, ma morì il 25 luglio 1275 a Villareal, lasciando la Castiglia in uno stato di incertezza politica.
Una volta stabilita la testa di ponte ed effettuate delle ricognizioni nei territori castigliani, Abu Yusuf spedì più truppe, comprese le stesse sentinelle della capitale, i ministri, i funzionari e i religiosi nordafricani. Abu Yusuf in persona raggiunse la Spagna il 17 agosto 1275. Lì incontrò poi Muhammad e il capo dei Banu Ashqilula, Abu Muhammad, unitisi al sultano con le loro armate. I Merinidi trattarono i Nasridi e i Banu Ashqilula da pari a pari e Muhammad, offeso dal fatto di essere stato considerato di pari rango rispetto ai suoi sudditi ribelli, lasciò l'esercito dopo tre giorni, sebbene le sue forze fossero rimaste. Nel settembre del 1275, questo esercito conseguì una sontuosa vittoria contro la Castiglia nella battaglia di Écija. Nuño González, che in quel frangente combatteva per la Castiglia, perse la vita. Secondo le cronache merinidi, i Banu Ashqilula contribuirono molto a questo successo e i loro comandanti erano presenti, mentre le forze granadine diedero scarso supporto, con lo stesso Muhammad che rimase a Granada.
Abu Zayyan festeggiò la vittoria ad Algeciras e inviò la testa di Nuño González a Granada. Ciò probabilmente offese Muhammad, che detestava questo tipo di crudeltà e che in futuro non avrebbe disdegnato l'ipotesi di stringere addirittura amicizia con il suo precedente alleato. Fece perciò imbalsamare la testa con muschio e canfora, spedendola in Castiglia affinché fosse tumulata adeguatamente con il resto del corpo. Le fonti merinidi descrivono questo come un tentativo eseguito da Muhammad di «mantenere rapporti pacifici [con Alfonso]». In quel momento, i Merinidi intrattennero atteggiamenti più amichevoli con i Banu Ashqilula e meno distesi con Muhammad.
Muhammad?
Oppure esalterete le città delle terre nemiche, dove Dio non è stato mai adorato?
E umilierete le terre musulmane? Sopporterete gli insulti dei trinitari, oppressori dei credenti dell'Unico Dio?
Che dire delle moschee di questa terra diventate chiese! Siate distrutti dal dolore, non siate insensibili!
I preti e le campane in cima al minareto; vino e carne di maiale nella moschea!
Ahimè! Non ascoltiamo più le preghiere dei pii, i quali pregavano inginocchiati, si alzavano, e si prostravano.
Vediamo invece una folla di reprobi, pieni di arroganza, che mai in vita loro professano la vera fede.»
(Estratto di una poesia del segretario di Muhammad II spedito al sultano merinide Abu Yusuf, che fa appello affinché aiuti con costanza Al-Andalus)
Dopo aver perso una battaglia navale al largo di Tarifa, Abu Yusuf, temendo di essere tagliato fuori dal Marocco, decise di ritornare a casa. Abu Yusuf, Muhammad e Castiglia concordarono una tregua biennale alla fine di dicembre 1275 o all'inizio di gennaio 1276. Prima che Abu Yusuf se ne andasse, il segretario di Muhammad Abu Umar ibn Murabit scrisse la poesia sopra riportata esprimendo il suo timore per l'aumento del potere della Castiglia e fece appello affinché i Merinidi continuassero a prestare soccorso. Abu Yusuf lasciò la Spagna e sbarcò a Ksar es-Seghir il 19 gennaio.
Abu Yusuf e i Merinidi tornarono in Spagna nel giugno 1277. In principio furono raggiunti dai Banu Ashqilula ed eseguirono una campagna senza coinvolgere Muhammad e le forze Nasridi. I Merinidi sconfissero le forze castigliane fuori Siviglia il 2 agosto e conquistarono diversi castelli lungo il fiume Guadalquivir prima di ritirarsi ad Algeciras il 29 agosto. Abu Yusuf marciò di nuovo il 30 ottobre, questa volta raggiunto da Muhammad vicino ad Archidona. Una volta preso il castello di Benamejí, essi espugnarono Cordova e saccheggiarono le città circostanti. Sia Alfonso che le città colpite dal conflitto domandarono la pace, la quale fu accettata da Muhammad e Abu Yusuf. Quest'ultimo si ritirò ad Algeciras il 28 novembre, concluse una tregua il 24 febbraio 1278 e tornò in Marocco a maggio. Sebbene i Merinidi avessero ottenuto una vittoria sul campo di battaglia e le forze musulmane avessero saccheggiato diverse città, essi non riuscirono a soggiogare alcun insediamento importante o ad annettere permanentemente delle terre cristiane. Se non altro, i porti di Tarifa e Algeciras situati sullo stretto rimasero i principali avamposti in mano merinide presenti sulla penisola.

#### Manovre diplomatiche fino al 1280

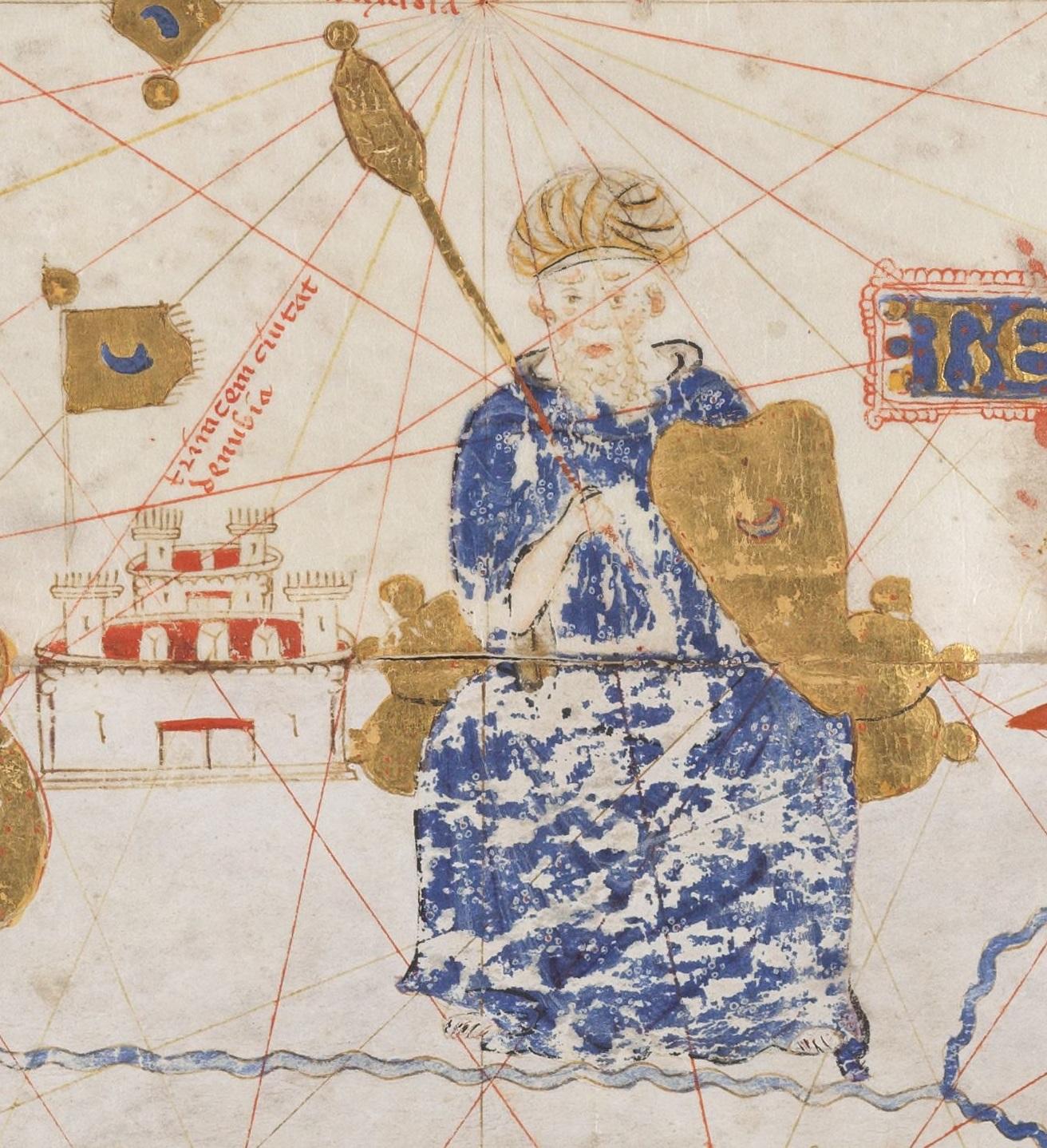
Yaghmurasan ibn Zayyan, il sultano del Regno di Tlemcen che si alleò su sollecito di Muhammad II contro i Merinidi e li attaccò in Marocco

Durante la seconda spedizione di Abu Yusuf, i Banu Ashqilula consegnarono Malaga, il loro centro di potere, al loro nuovo alleato. Quest'azione fu motivata dal timore di non poterla difendere contro un ipotetico attacco di Granada. I Merinidi la occuparono nella metà del febbraio 1278, e Abu Yusuf nominò suo zio, Umar ibn Yahya, come governatore. Muhammad era allarmato per questa invasione dei Merinidi nei suoi domini, il quale ricordava quanto compiuto in passato dagli Almoravidi e dagli Almohadi, due precedenti dinastie musulmane nordafricane le quali avevano annesso Al-Andalus dopo essere inizialmente intervenute contro i cristiani. Incoraggiò pertanto Yaghmurasan ibn Zayyan, sultano del regno di Tlemcen (moderna Algeria settentrionale), ad attaccare i Merinidi nel Nord Africa, e la Castiglia ad attaccare l'avamposto spagnolo dei Merinidi ad Algeciras. Abu Yusuf, fiutando la situazione difficile e trovandosi attaccato su più fronti, si ritirò da Malaga e consegnò la città a Muhammad il 31 gennaio 1279. È stato inoltre ipotizzato che Granada avrebbe corrotto Umar ibn Yahya donandogli il castello di Salobreña e cinquantamila dinari d'oro. Muhammad si rivolse a suo cugino e stretto consigliere Abu Said Faraj nominandolo governatore. Con Malaga nelle sue mani, Muhammad prestò assistenza poi i Merinidi a difendere Algeciras, forse sentendosi in colpa per le sofferenze patite dai musulmani assediati nella città. Le forze congiunte merinidi e granadine sconfissero gli assedianti castigliani nel 1279. Le fonti castigliane dell'epoca sembrano non avvedersi del coinvolgimento dei granadini e pensavano che fossero stati battuti esclusivamente dai Merinidi.

#### Guerra su due fronti
Le manovre che portarono al rafforzamento del potere nasride su Malaga e che impedirono ai cristiani di prendere Algeciras suscitarono sia l'ira dei Merinidi che della Castiglia. Entrambi, insieme ai Banu Ashqilula, si spinsero contro Muhammad nel 1280. I Merinidi e i Banu Ashqilula si spostarono verso Malaga, attaccando senza successo la regione di Marbella a sud. La Castiglia colpì da nord, rispondendo agli ordini dell'infante (principe) Sancho (il futuro Sancho IV), figlio di Alfonso, ma i suoi soldati furono contrastati dai cosiddetti Volontari della Fede nordafricani guidati da Ibn Muhalli e Tashufin ibn Mu'ti. I Volontari erano una componente dell'esercito di Granada e si trattava di guerrieri provenienti dal Nord Africa, in gran parte esuli politici che migrarono con le loro famiglie e tribù. Essi difendevano ancora Granada dalla Castiglia nonostante il sultanato fosse in guerra con i Merinidi, ai cui ordini formalmente rispondevano. Il 23 giugno, le truppe granadine tesero un'imboscata a un grande contingente castigliano e li surclassarono nella battaglia di Moclín. Nel giugno 1281, la Castiglia invase nuovamente, guidata dallo stesso Alfonso e accompagnata dagli infantes Sancho, Pietro e Giovanni. Sconfissero Muhammad in una schermaglia svoltasi vicino alle mura di Granada il 25 giugno, ma dopo il fallimento dei negoziati che seguirono, i castigliani lasciarono Granada.
Alla fine del 1281, Alfonso inviò Sancho a Granada per compiere ulteriori trattative e Muhammad accettò di rinnovare il suo vassallaggio alla Castiglia. Tuttavia, Alfonso accusò Sancho di tradimento e di appropriarsi del tributo di Muhammad. Si aprì dunque una spaccatura tra il re e suo figlio, la quale indebolì la minaccia castigliana su Granada. Alfonso finì per chiedere l'aiuto di Abu Yusuf contro Sancho, e i due monarchi eseguirono una congiunta contro i sostenitori di Sancho in Castiglia. Nel frattempo, negli ultimi mesi del 1282, Muhammad suggellò un'alleanza con Sancho a Priego. Alla fine del 1283, Abu Yusuf attaccò Malaga, costringendo Muhammad a chiedere la pace. Mediati dal figlio di Abu Yusuf, Abu Yaqub Yusuf, decisero di riconciliarsi e attaccare assieme i cristiani.
Alfonso morì nel 1284 e gli successe Sancho, che dimostrò presto atteggiamenti concilianti verso Granada per via del ritiro delle truppe castigliane dalle zone contese. Ciò spinse Muhammad a ribadire ancora una volta la sua volontà di accettare il suo rapporto di vassallaggio. Nel 1286 Abu Yusuf spirò e gli successe il figlio Abu Yaqub. All'inizio del suo regno, quest'ultimo si concentrò perlopiù sulla politica interna, accantonando dunque la campagna iberica e ordinando il ritiro delle truppe. Nel 1288 Abu Yaqub offrì ai Banu Ashqilula il Madrid alcune terre nel Nord Africa e la famiglia accettò la proposta, abbandonando in massa il territorio di Granada.

#### Campagne contro Tarifa

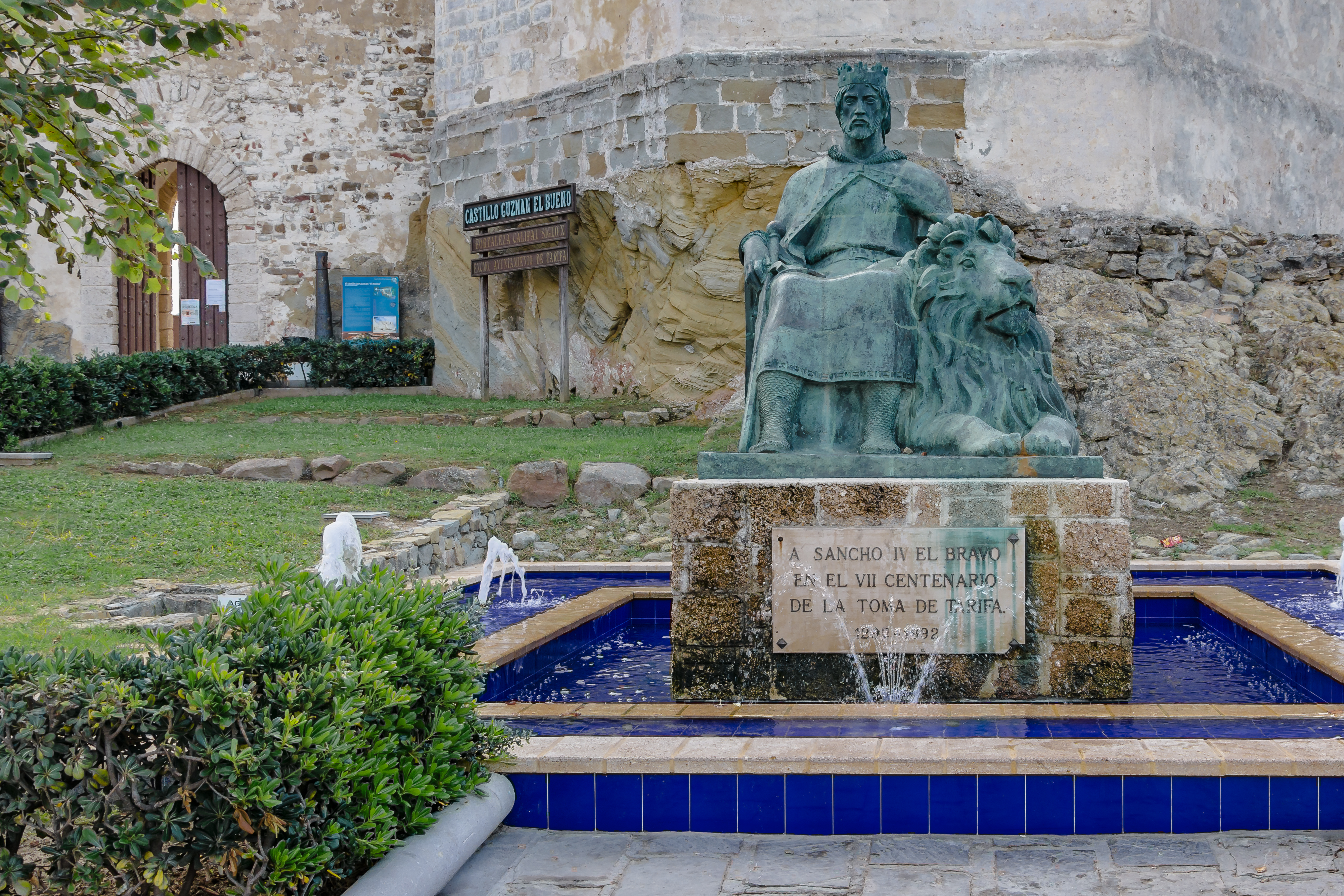
Muhammad II aiutò Sancho IV a sottrarre Tarifa ai Merinidi, ma il re castigliano rifiutò in seguito di cedere la città a Muhammad come gli aveva promesso.
In foto: Una statua che commemora la presa di Tarifa compiuta da Sancho

I Merinidi mantennero degli avamposti in Iberia, tra cui Tarifa, un'importante città portuale sullo stretto di Gibilterra. Nel 1290, Muhammad raggiunse un accordo con Sancho e il sovrano di Tlemcen, ai sensi del quale la Castiglia avrebbe attaccato Tarifa, Granada altri possedimenti Merinidi e Tlemcen avrebbe aggredito i Merinidi nel Nord Africa. Fu inoltre pattuito che la Castiglia avrebbe ceduto il possesso di Tarifa a Granada in cambio di sei fortezze di confine. Nel novembre e dicembre del 1291, Giacomo II d'Aragona incontrò Sancho e accettò di unirsi alla guerra contro i Merinidi. Nell'ottobre del 1292 la Castiglia, con l'assistenza della marina aragonese e il rifornimento di Granada, riuscì a conquistare Tarifa. Castiglia si assicurò le sei fortezze di confine da Granada come concordato, ma rifiutò di cedere Tarifa anche dopo che Muhammad incontrò Sancho a Cordova a dicembre. Granada, sentendosi ingannata, passò dalla parte dei Merinidi e Muhammad si recò in Nord Africa incontrando Abu Ya'qub a Tangeri il 24 ottobre. In quell'occasione, il sultano portò molti doni e chiese l'amicizia e il perdono della controparte; i due monarchi accettarono infine di siglare un'alleanza contro la Castiglia. Nel 1294, i Merinidi e Granada assediarono invano Tarifa e la città non sarebbe mai più stata in mano ai musulmani. Dopo questo fallimento, i Merinidi decisero di ritirarsi nel Nord Africa. Granada procedette alla riconquista dei suoi vecchi avamposti, tra cui Algeciras e, dopo aver incontrato una certa resistenza locale, Ronda.

#### Ultimi anni e morte

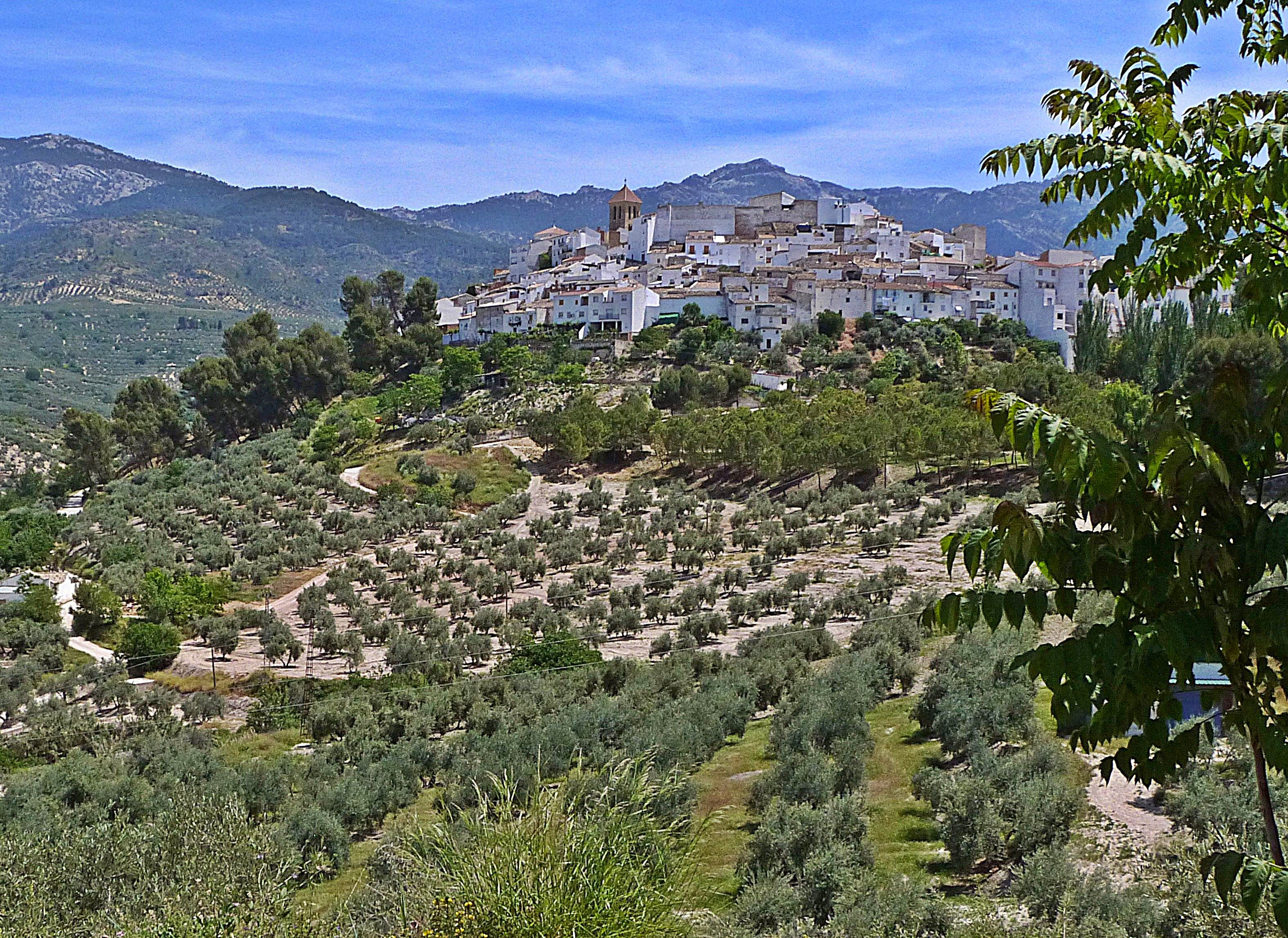
Quesada, catturata da Muhammad nel 1295 e una delle conquiste territoriali di Granada durante il suo regno

Nel 1295, Sancho morì e gli successe il figlio di nove anni Ferdinando IV. Durante la sua infanzia e la sua adolescenza, la Castiglia rimase sotto la reggenza di suo zio, l'Infante Enrico. Uno dei cugini di Ferdinando, Alfonso de la Cerda, avanzò delle pretese nella successione al trono, forte del supporto di Giacomo d'Aragona. Muhammad sfruttò tale situazione per colpire la Castiglia: alla fine del 1295 catturò Quesada e sconfisse un esercito castigliano nella battaglia di Iznalloz. Ferdinando venne aggredito anche dall'Aragona, da Dionigi del Portogallo, e da suo zio, l'Infante Giovanni. Nel 1296, Granada e Aragona conclusero un patto di amicizia e decisero di spartirsi i rispettivi obiettivi: Murcia e il territorio circostante sarebbero andati all'Aragona e l'Andalusia a Granada. Nel giugno del 1296, l'Infante Enrico avanzò delle proposte di pace a Muhammad, offrendosi di consegnare Tarifa, ma queste fallirono quando il comandante della città, Alfonso Pérez de Guzmán, dichiarò che non l'avrebbe consegnato anche se gli fosse stato ordinato di farlo. Verso la fine di quell'anno, le forze di Granada sconfissero l'Infante Enrico nella battaglia di Arjona e per poco non lo fecero prigioniero. Il cavallo di Enrico fu catturato, ma Muhammad ordinò che gli venisse restituito a titolo di gesto di cavalleria.
I Merinidi si unirono al conflitto al fianco di Granada e sconfissero la Castiglia in una grande battaglia avvenuta vicino a Siviglia nel maggio o giugno 1299, dopodiché assediarono Tarifa. La Castiglia rinnovò l'offerta di cedere Tarifa in cambio di un'alleanza con Granada, ma tale proposta venne nuovamente accantonata perché Alfonso Pérez si rifiutava di obbedire. La guerra continuò e Muhammad sottomise altre fortezze di confine, inclusa Alcaudete nel giugno 1299, e si spinse in città castigliane tra cui Jaén e Andújar. Nell'aprile del 1301, Muhammad e Giacomo rinnovarono la loro alleanza, malgrado Giacomo inviò segretamente dei rifornimenti ai cristiani assediati a Tarifa. Il 6 settembre, papa Bonifacio VIII dichiarò Ferdinando legittimo re di Castiglia, circostanza la quale indebolì la risolutezza e la legittimità delle pretese dei suoi nemici cristiani. Ciononostante, nel settembre 1301, Granada e Aragona si incontrarono nuovamente a Saragozza in un clima disteso e cordiale. Lì pianificarono una nuova offensiva contro la Castiglia e si misero d'accordo sui rispettivi obiettivi di guerra; tra gli altri, fu pattuito che Granada avrebbe riconquistato Tarifa e acquisito diverse città di frontiera. Tale accordo fu ratificato nel gennaio 1302, e successivamente anche Alfonso de la Cerda si unì all'alleanza e riconobbe i diritti di Muhammad su Tarifa. Tuttavia, prima dell'inizio della campagna, Muhammad II morì l'8 aprile 1302 (8 Shaban 701 AH).
Gli successe il figlio, Muhammad III, ma secondo alcune malelingue il figlio, impaziente di assumere il potere, avrebbe avvelenato suo padre, sebbene ciò non sia mai stato confermato.

## Giudizio storiografico

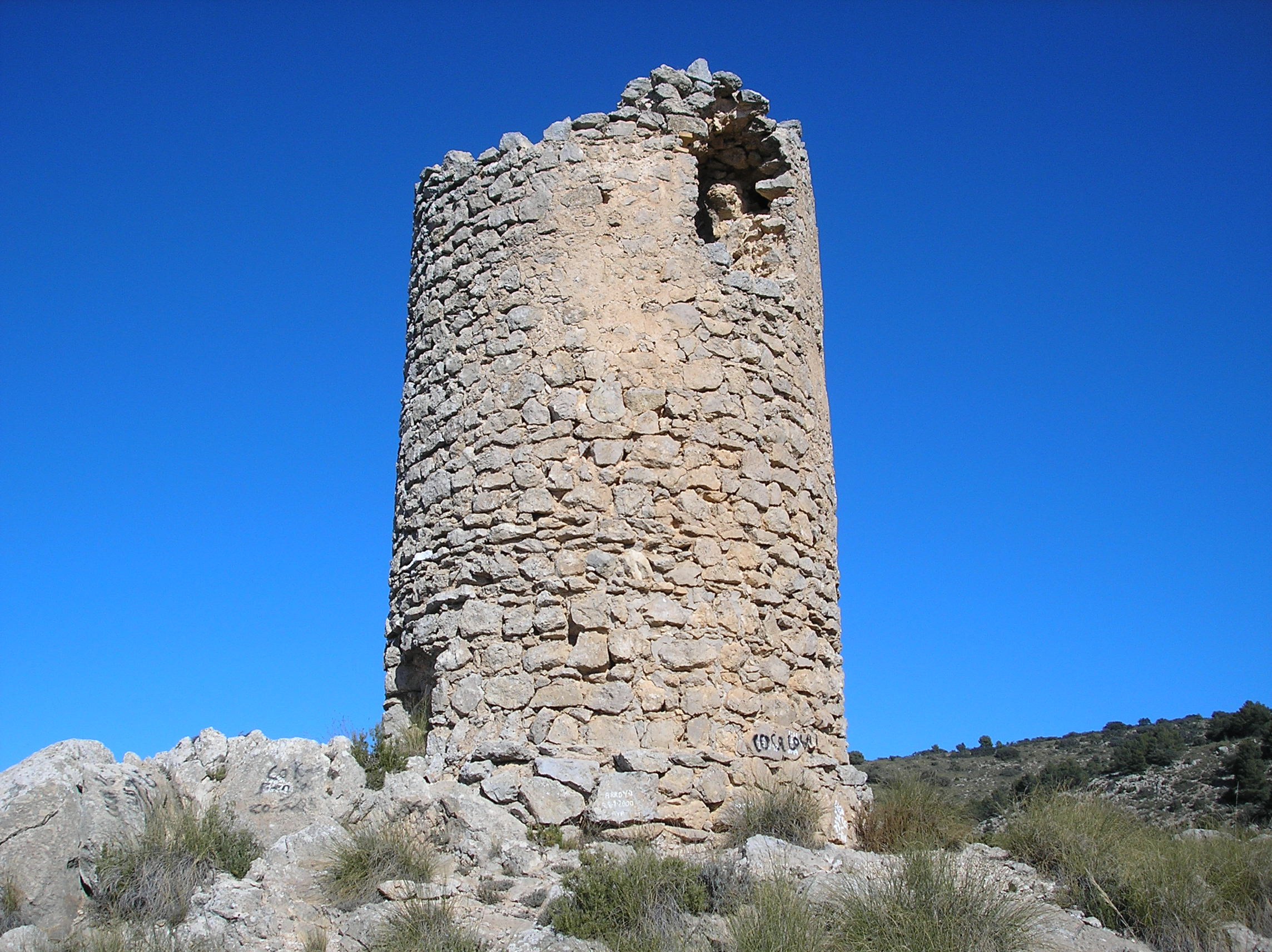
Una torre di guardia dell'epoca dei Nasridi a Huéscar. Muhammad II costruì una linea di fortificazioni ai confini del sultanato

Muhammad plasmò ancor meglio lo Stato nascente creato da suo padre e continuò a garantire l'indipendenza del suo regno alleandosi alternativamente con le potenze straniere vicine, in particolare la Castiglia e i Merinidi, e talvolta incoraggiandole a scontrarsi tra di loro. Nel regno emerse inoltre un certo senso identitario, ossia un senso di coesione dovuto alla religione islamica, alla lingua (l'arabo andaluso) e alla consapevolezza di dover convivere con i minacciosi vicini cristiani. Lo storico medievale Ibn Khaldun sostiene che questi legami servirono a soppiantare l'''asabiyya o la solidarietà tribale, ritenuta da Ibn Khaldun un elemento fondamentale per garantire l'ascesa o causare la caduta di uno Stato.
Muhammad II fu il vero organizzatore del sultanato nasride in virtù delle sue riforme nell'amministrazione e nell'esercito. Tra le numerose norme promulgate rientravano l'istituzione di un codice di reclutamento (rusūm al-mulk), e la creazione di una cancelleria di corte (al-kitāba), all'interno della quale la figura chiave fu il futuro visir Abu Abdallah ibn al-Hakim. Il suo regno vide anche l'espansione e l'istituzionalizzazione dei Volontari della Fede (chiamati anche ghazi in arabo): soldati reclutati dal Nord Africa per difendere Granada dai cristiani. Molti di loro erano membri di tribù o famiglie che erano state esiliate dal Sultanato merinide. Alcuni di loro si stabilirono nella città di Granada, fondando il quartiere di Zenete (dal nome della tribù berbera di Zanata), e alcuni nelle aree occidentali del regno, come Ronda e l'area circostante. Pur ricevendo delle sovvenzioni statali, spesso entravano in conflitto con la gente del posto nelle aree in cui si stabilivano. Quando, poco dopo il 1280, Granada entrò in conflitto con i Merinidi, i Volontari rimasero leali e difesero Granada dalla Castiglia, il regno che sperava di sfruttare il momento di confusione vissuto dai Nasridi. Nel corso del tempo, i Volontari divennero la forza militare più importante di Granada, raggiungendo quota 10 000 alla fine del regno di Muhammad ed eclissando l'esercito reclutato localmente di Granada. Il loro capo, lo shaikh al-ghuzat, ricopriva una posizione influente nella politica di Granada. Diversi uomini furono chiamati ad assumere il ruolo di shaikh da Muhammad in diversi momenti del suo regno, tra cui Ali ibn Abi Iyad ibn Abd al-Haqq, Tasfin ibn Mu'ti, Musa ibn Rahhu, Abd al-Haqq ibn Rahhu e Ibrahim ibn Yahya.

Durante il suo regno, Muhammad II trasformò costantemente l'Alhambra da fortezza a palazzo reale

In termini di espansione, Muhammad consolidò il suo regno e conquistò diverse roccaforti nel Regno di Jaén, tra cui Quesada e Alcaudete. Perse Tarifa a favore della Castiglia, e da allora la città non sarebbe mai più stata in mano ai musulmani. La minaccia interna rappresentata da Banu Ashqilula fu eliminata e Muhammad non solo respinse con successo i ripetuti attacchi dei Merinidi, ma li privò dei loro possedimenti anche ad Al-Andalus. Muhammad pianificò e portò a termine un progetto di fortificazione su larga scala delle difese del regno, costruendo una serie di roccaforti strategicamente posizionate e robuste da ovest a est, le quali costituirono la spina dorsale delle difese di frontiera di Granada nei secoli a venire. Supervisionò da vicino e con grandissima cura la costruzione del fossato (khandaq) ad Alcaudete. Le fortificazioni fatte realizzare permisero altresì di rafforzare il prestigio dell'autorità reale, poiché erano controllate da governatori militari (qa'id) nominati e sottoposti a rotazione su iniziativa della corte, piuttosto che essere assegnate a governatori stabili che avrebbero potuto cederle ai propri eredi. Spesso situati in aree montuose o in altre aree difficili da raggiungere, tali presidi potevano essere conquistati o distrutti soltanto pianificando delle dispendiose e soprattutto costose guerre d'assedio.
Muhammad accrebbe l'importanza della carica di visir nello Stato nasride. Si fece affiancare da un solo visir durante il suo lungo sultanato, Abu Sultan Aziz ibn Ali ibn al-Mun'im al-Dani, divenuto un suo fedelissimo alleato. Questi agì anche in veste di ambasciatore di Muhammad presso i Merinidi, comandò alcune operazioni militari e co-firmò molti documenti reali. Muhammad ampliò anche le dimensioni dell'Alhambra, rendendola più simile a una residenza reale e non relegandola a soli scopi difensivi, un'opera questa lasciata incompiuta dal padre. Infatti, continuò la costruzione di suo padre di un muro di cinta che circondava la zona reale, oltre a numerosi edifici residenziali e terme pubbliche. L'esatto ordine cronologico con cui venne ultimata ciascuna sezione dell'Alhambra nella prima epoca nasride non è del tutto certa, in parte a causa di alterazioni e ristrutturazioni compiute da governanti musulmani o cristiani vissuti successivamente. Tuttavia, può dirsi che Muhammad II costruì sicuramente e fino al suo completamento il palazzo originale oggi convertito nel Convento di San Francisco, nonché l'originale Dar al-Mamlaka al-Saida nel Generalife. Supervisionò pure i lavori della Torre delle Dame (Torre de las Damas, il sito dell'odierno Palazzo Partal costruito da suo figlio Muhammad III) e la Torre dei Picchi (Torre de los Picos). Più lontano, la struttura del palazzo nasride attualmente conosciuta come Cuarto Real de Santo Domingo, situata lungo il bordo di quelle che erano le mura meridionali di Granada, risale secondo gli studiosi all'epoca in cui visse.
In politica estera, Muhammad perseguì un aumento del commercio con l'Europa cristiana, in particolare con i commercianti italiani provenienti da Genova e Pisa. Il 18 aprile 1279, Muhammad siglò un trattato con l'ambasciatore di Genova, concedendo alla repubblica il diritto di esportare beni granadini con una tassa particolarmente bassa pari al 6,5% e di fondare una postazione commerciale nel sultanato, in cambio della fornitura di navi a Granada in caso di conflitto contro un'altra potenza musulmana non alleata di Genova.

## Rilevanza storica

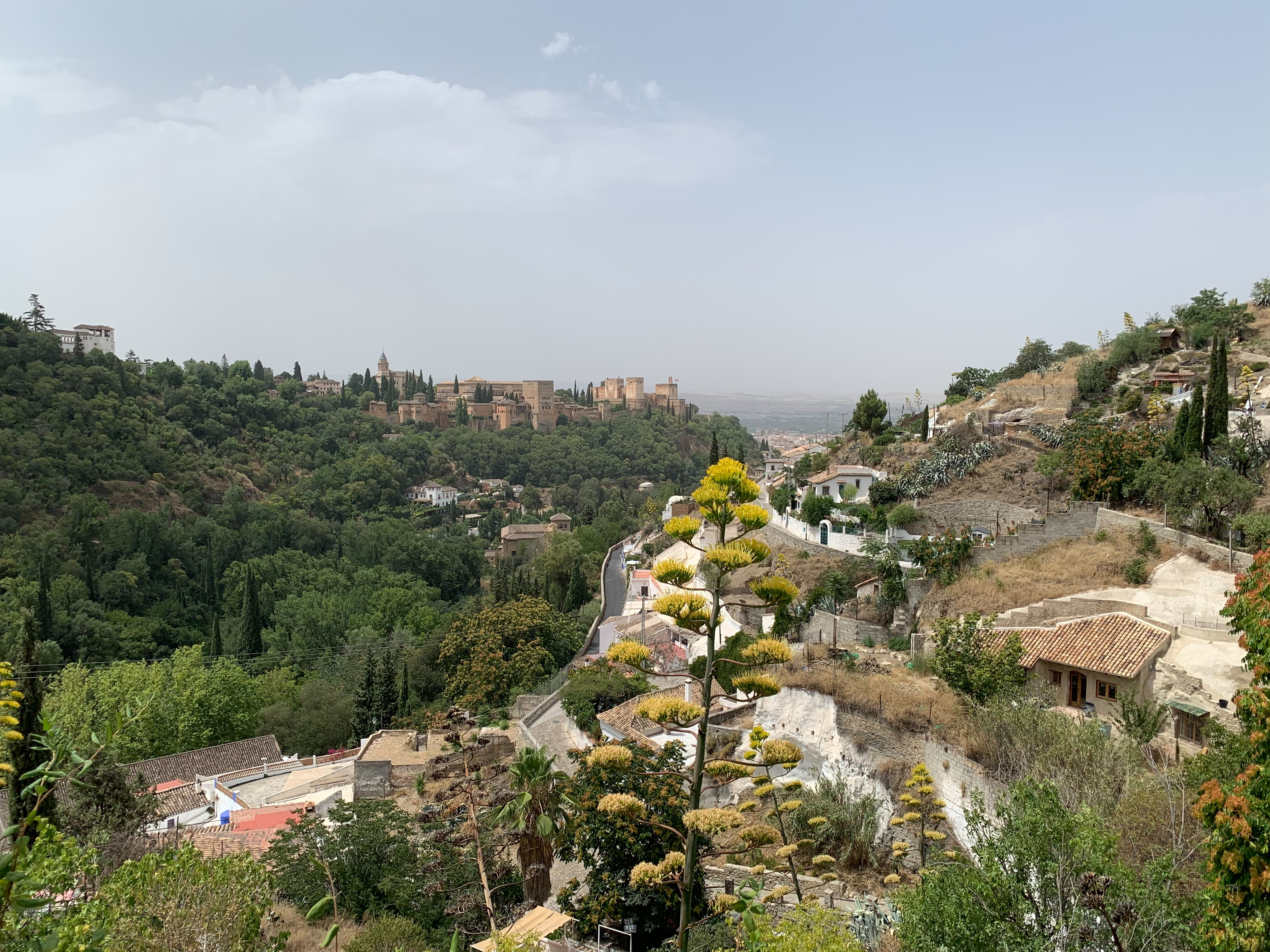
Altro scorcio di Granada, capitale del sultanato

Muhammad II era conosciuto con l'epiteto al-Faqih, che letteralmente significa "il Giurisperito", ma che può essere inteso anche come "il Saggio". Tale appellativo riflette non solo la sua elevata cultura, ma anche per la sua tendenza nel circondarsi di studiosi e poeti. Proprio come il sovrano a lui contemporaneo, il re Alfonso X di Castiglia, Muhammad scrisse delle poesie (era un bravo poeta di discreto livello, secondo Ibn al-Khatib) e promosse una significativa attività culturale alla sua corte. Avviò una sorta di competizione con Alfonso nell'attirare uomini dotti, soprattutto uomini di scienza musulmani, dai territori sottratti ai cristiani. Tra coloro che accolse alla sua corte rientravano il medico-matematico Muhammad al-Riqūṭī e l'astronomo-matematico Muhammad ibn al-Raqqam, emigrati a Granada nonostante Alfonso avesse promesso di elargirgli una grande somma di denaro qualora si fossero convertiti al cristianesimo e vi fossero rimasti. La storica spagnola moderna Ana Isabel Carrasco Manchado ha scritto: «al-Faqih è un soprannome insolito tra i regnanti andalusi; esso lasciava trapelare una personalità politica che intendeva affermarsi attraverso l'associazione con la pratica intellettuale e con la fede, nonché con la giustizia e le norme giuridiche, aspetti che vanno a conformarsi nell'attività del faqih».

## Discendenza
Nell'agosto del 1257, Muhammad ebbe il suo primo figlio, il futuro Muhammad III. Ebbe inoltre un altro figlio, Nasr, e una figlia, Fatima. Fatima avrebbe poi sposato il cugino di suo padre Abu Said Faraj, i cui discendenti divennero i futuri sovrani di Granada e andarono a sostituirsi alla linea maschile diretta impostasi al potere dopo la cacciata di Nasr nel 1314.

### Fonti primarie
- (AR) Ibn Khaldun, Kitab al-Dawla al-Islamiyya fi al-Maghrib, traduzione di William Mac Guckin de Slane, vol. 2, Algeri, Imprimerie du Gouvernment, 1851.
- (FR) Ibn Khaldun, Histoire des Berbères et des dynasties musulmanes de l'Afrique septentrionale, traduzione di William Mac Guckin de Slane, vol. 4, Algeri, Imprimerie du Gouvernment, 1856.

### Fonti secondarie
- (EN) Javier Albarrán, Granada, in Francisco García Fitz e João Gouveia Monteiro, War in the Iberian Peninsula, 700–1600, Oxford e New York, Routledge, 2018,  pp. 36-53, ISBN 978-0-8153-9999-5.
- (FR) Rachel Arié, L'Espagne musulmane au temps des Nasrides (1232–1492), Parigi, E. de Boccard, 1973, OCLC 3207329.
- (EN) Felix Arnold, Islamic Palace Architecture in the Western Mediterranean: A History, Oxford University Press, 2017, ISBN 978-01-90-62455-2.
- (ES) Bárbara Boloix Gallardo, Ibn al-Aḥmar: vida y reinado del primer sultán de Granada (1195–1273), Granada, Editorial Universidad de Granada, 2017, ISBN 978-84-338-6079-8.
- (EN) Dario Cabanelas Rodríguez, The Alhambra: An Introduction, in John P. O'Neill et al., Al-Andalus: The Art of Islamic Spain, New York, The Metropolitan Museum of Art, 1992,  pp. 127-134, ISBN 978-0-87099-636-8.
- (ES) Ana I. Carrasco Manchado, Al-Andalus Nazarí, in Al-Andalus. Historia de España VI, Madrid, Ediciones Istmo, 2009,  pp. 391-485, ISBN 978-84-7090-431-8.
- (EN) Brian A. Catlos, Kingdoms of Faith: A New History of Islamic Spain, Londra, C. Hurst & Co, 2018, ISBN 978-17-87-38003-5.
- (EN) Antonio Fernández-Puertas, The Three Great Sultans of al-Dawla al-Ismā'īliyya al-Naṣriyya Who Built the Fourteenth-Century Alhambra: Ismā'īl I, Yūsuf I, Muḥammad V (713–793/1314–1391), in Journal of the Royal Asiatic Society, vol. 7, n. 1, Londra, aprile 1997,  pp. 1-25, DOI:10.1017/S1356186300008294.
- (EN) Antonio Fernández-Puertas e Owen Jones, The Alhambra: From the ninth century to Yūsuf I (1354), Londra, Saqi Books, 1997, ISBN 978-08-63-56466-6, OCLC 929440128.
- (EN) Leonard P. Harvey, The Rise of Banu'l-Ahmar, in Islamic Spain, 1250 to 1500, Chicago, University of Chicago Press,  pp. 20-40, ISBN 978-02-26-31962-9.
- (EN) Hugh N. Kennedy, Muslim Spain and Portugal: A Political History of Al-Andalus, Londra e New York, Routledge, 2014, ISBN 978-13-17-87041-8.
- (EN) John Derek Latham e Antonio Fernández-Puertas, Nasrids, in Clifford E. Bosworth, Emeri Johannes van Donzel, Wolfhart P. Heinrichs e Charles Pellat, Encyclopaedia of Islam, VII: Mif–Naz, 2ª ed., Leida, E. J. Brill, 1993,  pp. 1020-1029, ISBN 978-90-04-09419-2.
- (EN) Joseph F. O'Callaghan, The Gibraltar Crusade: Castile and the Battle for the Strait, Philadelphia, University of Pennsylvania Press, 2011,  pp. 34-59, ISBN 978-08-12-20463-6.
- (EN) Joseph F. O'Callaghan, A History of Medieval Spain, Ithaca, Cornell University Press, 2013, ISBN 978-0-8014-6872-8.
- (EN) Juan Vernet e Julio Samsó, The development of Arabic science in Andalusia, in Roshdi Rashed, Encyclopedia of the History of Arabic Science, Routledge, 1996,  pp. 243-275, ISBN 978-0-415-12410-2, OCLC 912501823.